# Lycaena sichuanica
Lycaena sichuanica is een vlinder uit de familie Lycaenidae, de kleine pages, vuurvlinders en blauwtjes. De soort is alleen bekend uit Sichuan in China. 
De voorvleugels hebben een oranje basiskleur, met brede rand en langs de buitenrand van het oranje midden een rij van zwarte stippen en langs de voorrand nog eens twee dikkere stippen. Het bruin is op de onderzijde vervangen door grijs. De achtervleugel is zwartbruin aan de bovenzijde, grijs met zwarte stipjes aan de onderzijde. De franje is wit.
De soort is beschreven en benoemd in 2001; in 2009 zijn de eerste vrouwtjes aangetroffen. Met deze vrouwtjes is in gevangenschap gekweekt. De groene rupsen aten zuring en in de eerste stadia ook adderwortel. Succesvolle ontwikkeling vereiste hoge luchtvochtigheid. Op grond van de resultaten en het klimaat op de vindplaats lijkt het mogelijk dat er meerdere generaties per jaar vliegen.